# Filer (Idaho)
Pour les articles homonymes, voir Filer.
Filer est une ville américaine située dans le comté de Twin Falls en Idaho.

## Démographie
Selon le recensement de 2010, Filer compte 2 508 habitants. La municipalité s'étend alors sur 1,06 mille carré (2,75 km2).
| 1910 | 1920  | 1930  | 1940  | 1950  | 1960  |
| ---- | ----- | ----- | ----- | ----- | ----- |
| 214  | 1 012 | 1 011 | 1 239 | 1 425 | 1 249 |

| 1970  | 1980  | 1990  | 2000  | 2010  | - |
| ----- | ----- | ----- | ----- | ----- | - |
| 1 173 | 1 645 | 1 511 | 1 620 | 2 508 | - |